# Радін Микола Петрович
Радін Микола Петрович (25 жовтня 1983,  Україна — 9 березня 2025, Україна) — військовослужбовець, старший сержант Державної прикордонної служби України,  учасник російсько-української війни. Воював у  15 мобільному прикордонному загоні водієм 2 групи ракетних систем залпового вогню першого вогневого відділення третьої прикордонної застави ракетних систем залпового вогню другого відділу прикордонної служби (тип С).
Народився 25 жовтня 1983 року у селі Кардаші Путивльського району Сумської області. По закінченню Сафонівської середньої школи працював на різних підприємствах України.
До лав Державної прикордонної служби України Микола Радін був мобілізований у січні 2023 року. З метою захисту рідної Сумщини від російської навали обрав службу в прикордонному загоні.
Героїчно загинув  року 26 лютого 2025 року в боротьбі за незалежність та свободу України, виконуючи бойове завдання у районі населеного пункту гоголівка, суджанського району, курської області (рф)
Поховали героя у місті Путивль Конотопського району Сумської області 9 березня 2025 року.